# Marc Galle
Marc C. Galle, né le 11 septembre 1930 à Denderleeuw en Belgique et mort le 13 avril 2007 à Gand (Belgique), est un homme politique belge.

## Biographie
Germaniste de formation, il entre en politique après avoir travaillé à la BRT au sein du parti socialiste flamand. Il est élu conseiller communal d'Alost en 1977, il intègre la même année la Chambre des représentants.
Dans le gouvernement de Wilfried Martens, il devient ministre chargé des intérêts de la région flamande. Il conserve ce portefeuille sous Mark Eyskens. À l'issue des élections législatives de 1981, il devient ministre des Affaires intérieures du gouvernement flamand.
Il intervient à ce titre dans le dossier communautaire des Fourons, s'opposant à José Happart. Après sa carrière nationale, il devient député au Parlement européen en 1989 jusqu'en 1994.
Il meurt dans la nuit du 12 au 13 avril 2007 dans un hôpital de Gand des suites d'une longue maladie.